# Agnes Nyrop
Agnes Nyrop (21. november 1841 - 19. juni 1903) var en dansk skuespillerinde, hun var datter af teaterdirektør Hans Wilhelm Lange og skuespillerinde Juliane Marie Michaelsen